# Clive Clarke
Clive Richard Luke Clarke (* 14. Januar 1980 in Dublin) ist ein ehemaliger irischer Fußballspieler, der vorrangig als linker Verteidiger eingesetzt wurde, jedoch auch im linken oder zentralen Mittelfeld spielte. Er beendete seine Karriere im Februar 2008, ein halbes Jahr nachdem er bei einem Spiel einen Herzstillstand erlitten hatte.

## Vereinskarriere
Clarke begann in seiner irischen Heimatstadt Newtownmountkennedy im County Wicklow bei den Newtown Schoolboys mit dem Fußballspiel. Noch als Jugendlicher kam er 1996 zur Ausbildung zu Stoke City, wo er im Mai 1999 gegen Oldham Athletic sein Debüt in der Profimannschaft hatte. Er wurde schnell zum Stammspieler des Drittligisten, mit insgesamt 55 Einsätzen in der Saison 1999/2000 und 33 Spielen in der folgenden Spielzeit. 2001 und 2002 erreichte er mit Stoke die Playoffs um den Zweitligaaufstieg, der im zweiten Jahr gelang. Damit spielte Clarke ab der Saison 2001/02 zweitklassig. Insgesamt neun Jahre blieb er bei den Potters und stand in dieser Zeit in insgesamt 262 Spielen in allen Wettbewerben auf dem Platz.
Für eine Ablösesumme von 275.000 Pfund wechselte Clarke Ende Juli 2005 auf Wunsch von United-Trainer Alan Pardew zu West Ham United. Bei West Ham kam er jedoch nur zu drei Einsätzen und wechselte zur Saison 2006/07 zum FC Sunderland. Hier stand er jedoch nur in vier Spielen auf dem Platz und wurde schon im Oktober 2006 zu Coventry City ausgeliehen. In Coventry kam er zu zwölf Einsätzen, ehe er nach Sunderland zurückkehrte, dort jedoch keine weitere Spielpraxis sammeln konnte.
Im August 2007 wurde er vom Premier-League-Aufsteiger erneut ausgeliehen, in die Football League Championship an Leicester City. Am 28. August 2007 kollabierte Clarke während des Carling-Cup-Spiels bei Nottingham Forest. Ursache war vermutlich ein zweifacher kurzer Herzstillstand in der Halbzeitpause. Clarke wurde ins Krankenhaus gebracht; das Spiel wurde abgebrochen. Clarkes Kollaps ereignete sich nur wenige Stunden nach dem Tod des drei Tage zuvor ebenfalls während eines Fußballspiels zusammengebrochenen FC-Sevilla-Spielers Antonio Puerta.
Clarke war zunächst zuversichtlich, dass er wieder spielen werde. Er erhielt einen Herzschrittmacher. Nach dem Zwischenfall kam er jedoch weder bei Leicester City noch bei Sunderland, wohin er im November 2007 zurückkehrte, noch einmal zum Einsatz. Im Februar 2008 wurde sein Vertrag beim FC Sunderland in beiderseitigem Einvernehmen auf Anraten seiner Ärzte aufgelöst.

## Nationalmannschaft
Clarke spielte zunächst für die U-21-Nationalmannschaft Irlands und wurde im Jahr 2004 zweimal in der irischen A-Nationalelf eingesetzt, im Mai des Jahres gegen Nigeria und im Juni gegen Jamaika.